# Россия и вселенская церковь
«Россия и Вселенская церковь» — ежемесячный религиозный журнал русских католиков византийского обряда, издавался в Брюсселе издательством Жизнь с Богом при центре Восточно-христианский очаг с 1945 года. Периодическое издание Русского апостолата в Зарубежье.

## Издатели
Роменский, Валент Георгиевич и Поснова, Ирина Михайловна

## История
Название журнала взято из истории, когда в 1911 году в Москве был издан перевод с французского на русский язык сочинения В. С. Соловьёва: «Россия и Вселенская Церковь»
Первоначальная история связана с публицистическим и издательским опытом протоиерея Валента Роменского, который участвовал в выпуске «Сергиевские листки = Feuillets de St-Serge» / Издание Братства имени преподобного Сергия Радонежского при Православном богословском институте в Париже. На своем приходе в Льеже он устроил издательство «Христианская жизнь» («La vie chrétienne»), выпускавшее одноименный журнал и «Приходской листок», детские листки, открытки, в 1945 году издал «Молитвенник: Спутник православного христианина / [Сост. В. Роменский, свящ]. Liege: Imprimerie В. Gothier, [1945]. 60, [3] с.: фронт.» и затем «Помянник».
В 1945 году начинает сотрудничать с Ириной Посновой и «Бельгийским комитетом религиозной документации о Востоке», затем с «Восточно-христианским очагом» и издательством «Жизнь с Богом».

я печатал и издавал совместно с Ириной Михайловной Посновой журнал, смею полагать единственный в своём роде по тем временам! В моей примитивной типографии (набор вручную) я печатал журнал и для католиков и для себя одновременно. Мой назывался «Христианская жизнь», а католический «Жизнь с Богом», последний и явился основанием того издательства, которое ценится и чтится даже самыми категорическими в Православии противниками восточного движения в Католичестве
.

## Издание
Издавался на русском языке с 1945 года по инициативе двух соучредителей Валента Роменского и Ирины Посновой.
Журналы имели практически идентичное содержание и оформление и различались только страницами, посвященными новостям общинной жизни. Издание журналов производилось в рамках работы Бельгийского комитета религиозной документации для Востока (Comité belge de documentation religieuse pour Orient). Позже под редакцией И. М. Посновой выходили журналы «Русский католический листок» (1949—1950), «Русский католический вестник» (1951—1952; 1953—1970), и «Логос» (1971—1988).

## Разделы и характер публикаций
Отражались события из жизни Русского апостолата, экуменическая тематика.

## Известные сотрудники
- Ильц, Антоний
- Козина, Кирилл
- Корниевский, Иван Никитич
- Михаил Гаврилов